# کتسل
کِتسِل (به مجاری:  Kecel) یک منطقهٔ مسکونی در مجارستان است که در ناحیه کیش‌کوروش واقع شده‌است. کتسل ۱۱۴٫۴۸ کیلومتر مربع مساحت و ۸٬۸۹۲ نفر جمعیت دارد.